# Лу Вільямс
Луіс Тайрон Вільямс (англ. Louis Tyrone Williams; нар. 27 жовтня 1986, Мемфіс, Теннессі, США) — американський професіональний баскетболіст, атакувальний захисник і розігруючий захисник, останнім клубом якого була команда НБА «Атланта Гокс». Триразовий найкращий шостий гравець НБА.

## Ігрова кар'єра
Починав грати у баскетбол у команді старшої школи Південного Гвіннетта (Снеллвілл, Джорджія). Був визнаний найкращим баскектболістом США серед школярів. Вважався п'ятизірковим гравцем та планував виступати за команду Університету Джорджії. Однак в останній момент виставив свою кандидатуру на драфт.
2005 року був обраний у другому раунді драфту НБА під загальним 45-м номером командою «Філадельфія Севенті Сіксерс». Захищав кольори команди з Філадельфії протягом наступних 7 сезонів. У першому сезоні показував слабку гру та статистику, тому в наступному був відправлений до фарм-клубу «Філадельфії» «Форт-Верт Флаєрс», де провів кілька місяців. У сезоні 2007—2008 уже набирав 11,3 очка та 3,2 асиста за гру в НБА, що дало йому змогу підписати новий п'ятирічний контракт на суму 25 млн доларів. У сезоні 2011—2012 був лідером команди за результативністю з 14,9 очками за гру, при цьому жодну з них не починав зі старту. За підсумками цього сезону зайняв друге місце у голосуванні за Найкращого шостого гравця НБА.
2012 року перейшов до «Атланта Гокс», у складі якої провів наступні 2 сезони своєї кар'єри.
Наступною командою в кар'єрі гравця була «Торонто Репторз», за яку він відіграв один сезон. 22 листопада 2014 року провів на той момент свій найрезультативніший матч, набравши 36 очок проти «Клівленд Кавальєрс». Наприкінці сезону був визнаний Найкращим шостим гравцем НБА.
З 2015 по 2017 рік грав у складі «Лос-Анджелес Лейкерс». 8 січня 2016 року матчі проти «Оклахома-Сіті Тандер» набрав 44 очки, що стало його новим рекордом результативності.
23 лютого 2017 року перейшов до складу «Г'юстон Рокетс».
У червні 2017 року став гравцем «Лос-Анджелес Кліпперс», куди разом з Патріком Беверлі, Семом Деккером, Монтрезлом Гарреллом, Дарруном Гілліардом, Деандре Ліггінсом та Кайлом Вілчером перейшов в обмін на Кріса Пола. 10 січня 2018 року у матчі проти «Голден Стейт Ворріорз» набрав рекордні для себе 50 очок. 20 січня 2018 року у матчі проти «Юта Джаз» набрав 31 очко та рекордні для франшизи 10 перехоплень. За підсумками сезону вдруге в кар'єрі був названий Найкращим шостим гравцем НБА.
8 березня 2019 року в матчі проти «Оклахоми» набрав 40 очок та обігнав Джамала Кроуфорда у списку найрезультативніших гравців, які набирали очки, виходячи на заміну, зайнявши таким чином друге місце. 11 березня став найрезультативнішим гравцем в історії НБА за цим показником, обійшовши Делла Каррі (11,147 очок).
15 квітня 2019 року набрав 36 очок та 11 асистів у матчі проти «Голден Стейт Ворріорз», коли «Кліпперс» відіграли 31-очковий дефіцит, найбільший дефіцит в історії плей-оф НБА. За підсумками сезону вдруге поспіль та втретє поспіль отримав нагороду Найкращого шостого гравця НБА.
25 березня 2021 року був обміняний до «Атланти». Того ж сезону вперше в кар'єрі дійшов до фіналу конференції.

## Статистика виступів в НБА

### Регулярний сезон
| Сезон   | Команда        | GP    | GS  | MPG  | FG%  | 3P%  | FT%  | RPG | APG | SPG | BPG | PPG  |
| ------- | -------------- | ----- | --- | ---- | ---- | ---- | ---- | --- | --- | --- | --- | ---- |
| 2005–06 | Філадельфія    | 30    | 0   | 4.8  | .442 | .222 | .615 | .6  | .3  | .2  | .0  | 1.9  |
| 2006–07 | Філадельфія    | 61    | 0   | 11.3 | .441 | .324 | .696 | 1.1 | 1.8 | .4  | .0  | 4.3  |
| 2007–08 | Філадельфія    | 80    | 0   | 23.3 | .424 | .359 | .783 | 2.1 | 3.2 | 1.0 | .2  | 11.5 |
| 2008–09 | Філадельфія    | 81    | 0   | 23.7 | .398 | .286 | .790 | 2.0 | 3.0 | 1.0 | .2  | 12.8 |
| 2009–10 | Філадельфія    | 64    | 38  | 29.9 | .470 | .340 | .824 | 2.9 | 4.2 | 1.3 | .2  | 14.0 |
| 2010–11 | Філадельфія    | 75    | 0   | 23.3 | .406 | .348 | .823 | 2.0 | 3.4 | .6  | .2  | 13.7 |
| 2011–12 | Філадельфія    | 64    | 0   | 26.3 | .407 | .362 | .812 | 2.4 | 3.5 | .8  | .3  | 14.9 |
| 2012–13 | Атланта        | 39    | 9   | 28.7 | .422 | .367 | .868 | 2.1 | 3.6 | 1.1 | .3  | 14.1 |
| 2013–14 | Атланта        | 60    | 7   | 24.1 | .400 | .342 | .849 | 2.1 | 3.5 | .8  | .1  | 10.4 |
| 2014–15 | Торонто        | 80    | 0   | 25.2 | .404 | .340 | .861 | 1.9 | 2.1 | 1.1 | .1  | 15.5 |
| 2015–16 | Л. А. Лейкерс  | 67    | 35  | 28.5 | .408 | .344 | .830 | 2.5 | 2.5 | .9  | .3  | 15.3 |
| 2016–17 | Л. А. Лейкерс  | 58    | 1   | 24.2 | .444 | .386 | .884 | 2.3 | 3.2 | 1.1 | .2  | 18.6 |
| 2016–17 | Г'юстон        | 23    | 0   | 25.7 | .385 | .315 | .867 | 3.0 | 2.4 | .7  | .4  | 14.9 |
| 2017–18 | Л. А. Кліпперс | 79    | 19  | 32.8 | .435 | .359 | .880 | 2.5 | 5.3 | 1.1 | .2  | 22.6 |
| 2018–19 | Л. А. Кліпперс | 75    | 1   | 26.6 | .425 | .361 | .876 | 3.0 | 5.4 | .8  | .1  | 20.0 |
| 2019–20 | Л. А. Кліпперс | 65    | 8   | 28.7 | .418 | .352 | .861 | 3.1 | 5.6 | .7  | .2  | 18.2 |
| 2020–21 | Л. А. Кліпперс | 42    | 3   | 21.9 | .421 | .378 | .866 | 2.1 | 3.4 | .9  | .1  | 12.1 |
| 2020–21 | Атланта        | 24    | 1   | 21.0 | .389 | .444 | .870 | 2.1 | 3.4 | .3  | .1  | 10.0 |
| 2021–22 | Атланта        | 56    | 0   | 14.3 | .391 | .363 | .859 | 1.6 | 1.9 | .5  | .1  | 6.3  |
| Кар'єра | Кар'єра        | 1,123 | 122 | 24.1 | .419 | .351 | .842 | 2.2 | 3.4 | .8  | .2  | 13.9 |

### Плей-оф
| Сезон   | Команда        | GP | GS | MPG  | FG%  | 3P%  | FT%  | RPG | APG | SPG | BPG | PPG  |
| ------- | -------------- | -- | -- | ---- | ---- | ---- | ---- | --- | --- | --- | --- | ---- |
| 2008    | Філадельфія    | 6  | 0  | 22.5 | .400 | .222 | .733 | 2.0 | 2.0 | 1.0 | .0  | 12.0 |
| 2009    | Філадельфія    | 6  | 0  | 24.8 | .412 | .375 | .667 | 2.5 | 2.8 | .5  | .2  | 9.7  |
| 2011    | Філадельфія    | 5  | 0  | 26.0 | .327 | .300 | .737 | 1.6 | 3.0 | 1.0 | .0  | 10.8 |
| 2012    | Філадельфія    | 13 | 0  | 27.5 | .352 | .167 | .788 | 2.1 | 3.0 | 1.0 | .0  | 11.5 |
| 2014    | Атланта        | 7  | 0  | 19.0 | .380 | .313 | .938 | 2.3 | 1.1 | 1.0 | .1  | 8.3  |
| 2015    | Торонто        | 4  | 0  | 25.5 | .314 | .190 | .833 | 1.8 | 1.3 | 1.5 | .0  | 12.8 |
| 2017    | Г'юстон        | 11 | 0  | 24.7 | .424 | .308 | .897 | 2.7 | 1.3 | .6  | .1  | 12.5 |
| 2019    | Л. А. Кліпперс | 6  | 0  | 29.3 | .433 | .333 | .829 | 2.8 | 7.7 | .8  | .2  | 21.7 |
| 2020    | Л. А. Кліпперс | 13 | 0  | 26.2 | .425 | .235 | .811 | 3.2 | 4.2 | .8  | .2  | 12.8 |
| 2021    | Атланта        | 18 | 2  | 15.4 | .455 | .433 | .963 | 1.4 | 2.2 | .7  | .1  | 7.7  |
| Кар'єра | Кар'єра        | 89 | 2  | 23.3 | .400 | .276 | .820 | 2.2 | 2.8 | .8  | .1  | 11.4 |